# De tolv olympiske guder
De tolv olympiske guder eller Dodekatheon (fra græsk Δωδεκάθεον, δώδεκα, Dodeka, "tolv" og θεοί, theoi, "guder") var i græsk religion en fællesbetegnelse for de vigtigste guder, der boede på Olympen. Efterhånden blev flere end de tolv regnet med, "men præcis hvem som udgjorde de tolv, bekymrede ikke grækerne. Sikkert er det, at på denne liste er de vigtigste guder, som grækerne forholdt sig til i deres religion." De olympiske guder vandt magten i krig mod andre guder, hvor Zeus førte sine søskende til sejr over titanerne.
Begrebet tolv guder er ældre end nogen bevaret græsk eller romersk kilde, og det er antagelig af anatolsk oprindelse. Guderne mødtes til råd i de homeriske hymner, men den første antikke henvisning til religiøse ceremonier for dem som en enhed kan spores til 500 f.Kr. i Athen og havde sandsynligvis intet sidestykke i den mykenske periode. Alteret til de tolv olympiske guder i Athen dateres normalt til arkontskabet for Peisistratos den yngre i tiden 522/521 f.Kr.
Det er en del variationer af, hvilke guder som var med, men de kanoniske tolv som sædvanligvis blev fremstillet i kunsten og poesi var Zeus, Hera, Poseidon, Demeter, Athene, Hestia, Apollon, Ares, Afrodite, Hefaistos, Artemis og Hermes.
Hades, der er kendt i de eleusinske mysterier som Pluto, var sædvanligvis ikke blandt de olympiske guder, da hans rige var underverdenen, men "samtidig er han Zeus' bror og hører i den forstand til generationen af olympiske guder". Filosoffen Platon knyttede de tolv olympiske guder til årets tolv måneder og antydede, at han betragtede Hades som en af de tolv ved at foreslå, at den sidste måned bør afsættes til ham og de dødes ånder.  I faidros tale ligestiller Platon de tolv med den himmelske dyrekreds og ville fjerne Hestia fra deres rækker.
I antikkens græske religion var "de olympiske guder" og "kulter til de tolv guder" ofte adskilte. Dodekatheon af Herodot inkluderer Zeus, Hera, Poseidon, Hermes, Athene, Apollon, Alfeios, Kronos, Rhea og gratierne.  Herodot nævnte også Herakles som en af tolv. På den græske ø Kos var Herakles og Dionysos med i de tolv, og Ares og Hefaistos blev udeladt. For Pindar, Pseudo-Apollodorus og Herodot var Herakles ikke blandt de tolv, men dem som etablerede deres kult. Lukian har både Herakles og Hefaistos som medlemmer af de tolv, men angav ikke hvilke to, der måtte give plads til dem.
Hebe, Helios, Eros, Selene og Persefone er andre betydningsfulde guder og gudinder, som lejlighedsvis indgår i en gruppe på tolv. Eros er ofte afbildet ved siden af de andre tolv, især hans mor Afrodite, men er sædvanligvis ikke regnet med.
Den romerske digter Ennius udgav det romerske modstykke, Dii Consentes, med seks mandlige og kvindelige komplementære guddomme, men bevarede Vesta (svarende til grækernes Hestia), eftersom hun havde en afgørende rolle i romersk religion som en statsgudinde håndhævet af Vestalinderne.

## De klassiske tolv olympiske guder
| Græsk navn | Romersk navn           | Billede | Funktioner og attributter | Generation                              |
| ---------- | ---------------------- | ------- | --- | --------------------------------------- |
| Zeus       | Jupiter                |         | Gudernes konge og hersker af Olympos; gud for himmelen og torden. Den yngste søn af titanerne Kronos og Rhea. Symboler var tordenkile, ørn, egetræ, scepter og vægtskål. Bror og ægtefælle til Hera, skønt han havde mange elskerinder. Bror til Poseidon og Hades. | Første                                  |
| Hera       | Juno                   |         | Gudernes dronning og gudinde for ægteskab og familie. Symboler er påfugl, granatæble, krone, gøg, løve og ko. Yngste datter af Kronos og Rhea. Hustru og søster til Zeus. Som gudinde for ægteskab forsøgte hun ofte at hævne sig på Zeus' elskerinder og deres afkom. | Første                                  |
| Poseidon   | Neptunus               |         | Gud over havene, jordskælv og flodbølger. Symboler var hest, okse, delfin og trefork. Mellemste søn af Kronos og Rhea. Bror til Zeus og Hades. Gift med nereideren Amfitrite, men som de fleste mandlige græske guder havde han mange elskerinder. | Første                                  |
| Demeter    | Ceres                  |         | Gudinde for frugtbarhed, landbrug, natur og årstiderne. Symboler var valmue, hvede, fakkel, overflødighedshorn, og gris. Mellemste datter af Kronos og Rhea. Hendes latinske navn, Ceres, er ophavet til det engelske ord "cereal", korn. | Første                                  |
| Dionysos   | Bacchus                |         | Gud for vin, fester og ekstase. Beskytter af teater. Symboler er vinstok, vedbend, kop, tiger, panter, leopard, delfin, ged, og fyrrekoglen. Søn af Zeus og den dødelige prinsesse Semele. Gift med prinsesse Ariadne fra Kreta. Den yngste af de olympiske guder og den eneste som havde et menneske som mor. | Anden                                   |
| Apollon    | Apollo (eller Phoebus) |         | Gud af lys, viden, musik, poesi, profeti og bueskydning. Søn af Zeus og Leto. Symboler er solen, lyre, bue og pil, ravn, delfin, ulv, svane og mus. Tvillingebror til Artemis. | Anden                                   |
| Artemis    | Diana                  |         | Jagtgudinde, jomfruelighed, bueskydning, månen, og alle dyr. Symboler omfatter månen, hjorte, jagthund, hun-bjørn, slange, cypres træ, og bue og pil. Datter af Zeus og Leto og tvillingesøster til Apollon. | Anden                                   |
| Hermes     | Merkur                 |         | Gudernes budbringer; gud for købmænd og tyve. Symboler er merkurstav (stav omslynget af to slanger), sandaler med vinger og kappe, stork og skildpadde (skjold, han benyttede til at opfinde lyren). Søn af Zeus og nymfen Maia. Den næstyngste af de olympiske guder, kun Dionysos var yngre. Han giftede sig med Dryope, og deres søn Pan blev en gud for naturen, herre over satyrer, opfinder af panfløjten og kammerat med Dionysos. | Anden                                   |
| Athene     | Minerva                |         | Jomfrugudinde over visdom, håndværk, forsvar og strategisk krigsføring. Symboler er ugle og oliventræ. Datter af Zeus og okeanideren Metis, hun blev født ud af sin fars hoved fuldt udvokset og i krigsudrustning efter at Zeus slugte hendes mor. | Anden                                   |
| Ares       | Mars                   |         | Gud over krig, vold og blodsudgydelse. Symboler er bjørn, slange, hund, grib, spyd og skjold. Søn af Zeus og Hera, alle de andre guder (undtagen Afrodite) afskyr ham. | Anden                                   |
| Afrodite   | Venus                  |         | Gudinde for kærlighed, fysisk begær og skønhed. Symboler er duen, fugl, æble, bi, svane, myrte og rose. Datter af Zeus og okeanideren Dione, eller måske født fra havets skum efter at Uranos' sæd dryppet i havet efter at han blev kastreret af sin yngste søn Kronos som derefter kastet sin fars genitalier i havet. Gift med Hefaistos, men har haft mange udenomsægteskabelige affærer, særlig med Ares.                            | Anden (eller fra titanernes generation) |
| Hefaistos  | Vulcanus               |         | Mestersmed og gudernes håndværker; gud for ilden og smedje. Symboler er ild, ambolt, økse, æsel, hammer, tang, og vagtler. Søn af Hera, enten med Zeus eller alene. Gift med Afrodite, og i modsætning til de andre mandlige guder, sjælden eller aldrig liderlig. Hans latinske navn, Vulcanus, gav os ordet "vulkan". | Anden                                   |